# Motorola StarTAC
Motorola StarTAC — мобильный телефон, первая «раскладушка» (флип-телефон) на рынке мобильных телефонов. Телефон выпущен 3 января 1996 года. StarTAC — преемник MicroTAC. Используется дизайн «с полукруглой раковиной», впервые использованный компанией в 1989 году. В отличие от MicroTAC, StarTAC складывался над дисплеем. В 2005 году журнал PC World назвала StarTAC шестым величайшим гаджетом за последние 50 лет (из пятидесяти). StarTAC был одним из первых мобильных телефонов, которые получили широкое распространение среди потребителей: было продано около 60 миллионов моделей StarTAC.
Марка StarTAC была возрождена в 2004 и 2007 годах. Под ней продавались некоторые беспроводные модели, а также некоторые телефоны на азиатских рынках.